# Blomster-Branschen
Blomster-Branschen är en svensk branschtidskrift för florister och blomsterhandlare.
Tidningen började utkomma 1926, då under namnet FBF-nytt - organ för Föreningen för blomsterbeställningsförmedling. Vid årsskiftet 1963–1964 ändrades namnet till det nuvarande.
Tidningen har en upplaga på 2 500 exemplar och vänder sig till blomsterhandeln och florister och behandlar ämnen som binderi, tävlingar, ekonomi, marknadsföring, utbildning, miljöfrågor, blommor, handel, krukväxter, exponering och växtskötsel.